# Амоша Олександр Іванович
Олекса́ндр Іва́нович Амо́ша (* 4 серпня 1937, Горлівка) — український економіст, академік Національної академії наук України (2003), доктор економічних наук (1985), заслужений діяч науки і техніки України (1998), лауреат Державної премії України в галузі науки і техніки, директор Інституту економіки промисловості НАН України. Лауреат Премії НАН України імені М. В. Птухи (2007). Лауреат Премії НАН України імені М. І. Туган-Барановського (2002)

## Життєпис
1960 року закінчив Донецький політехнічний інститут (спеціальність — гірничий інженер). У 1967 році захистив кандидатську, а в 1983 — докторську дисертацію на тему «Экономические проблемы повышения эффективности производства на основе улучшения условий и охраны труда».
Наукові дослідження Олександра Івановича присвячено проблематиці регіоналістики, розробці концепцій переходу країни до ринкових відносин, пошуку шляхів досягнення оптимального поєднання територіального і галузевого аспектів управління, економічним проблемам екології та ресурсозбереження.
Автор (співавтор) понад 200 наукових праць, у тому числі більш як 20 монографій. Головний редактор науково-практичного журналу «Економіка промисловості». Член редакційної колегії журналу «Схід» (Серія «Економіка»).
Опонент докторської дисертації Олександра Єфремова.

## Монографії
- «Антикризисное управление деятельностью антрацитовых шахт» (2006)
- «Инвестиционная деятельность в регионе» (1998), «Каноны рынка и законы экономики» (1998)
- «Концепция и технология исследования наблюдаемости экономических систем» (1998)
- «Людина та навколишнє середовище: економічні проблеми екологічної безпеки виробництва» (2002)
- «Организация работ по охране труда на угольной шахте» (2003)
- «Развитие промышленного производства: проблемы и решения» (2003)
- «Развитие угольной промышленности в контексте энергетической стратегии Украины» (2002)
- «Структурні зміни у промисловості України: стан та пріоритетні напрямки» (2004)
- «Теоретические и прикладные аспекты функционирования производственного комплекса региона» (2004)
- «Угольная промышленность Украины: проблемы и решения» (1999)
- «Экономический механизм стратегии развития топливно-энергетического комплекса Украины» (2002)

## Джерело
- Біографія — Енциклопедія сучасної України [Архівовано 12 серпня 2020 у Wayback Machine.]
- Амоша Олександр Іванович — Національна бібліотека України імені В. І. Вернадського
- Энциклопедия горной механики. Донецк: Юго-Восток. 2008.
- Персональна сторінка на сайті Національної академії наук України

| Михайло Туган-Барановський | Це незавершена стаття про українського економіста чи економістку. Ви можете допомогти проєкту, виправивши або дописавши її. |